# Clinopodium alpinum
L'acino alpino (nome scientifico Clinopodium alpinum (L.) Kuntze, 1891) è una pianta perenne della famiglia delle Lamiaceae.

## Etimologia
Il nome generico (Clinopodium) deriva da una parola greca "klinopodion" (formata da due parole: "klino" = pendenza, adagiarsi o letto e "podos" o "podios" = un piede), già usata da Dioscoride (Anazarbe, 40 circa – 90 circa), medico, botanico e farmacista greco antico che esercitò a Roma ai tempi dell'imperatore Nerone, e fa riferimento alla forma di manopola dell'infiorescenza. Secondo altre etimologie, facendo riferimento ad uno dei sinonimi di questa pianta (Satureja alpina (L.) Scheele, il significato potrebbe essere "salato". L'epiteto specifico (alpinum) indica l'origine alpina o l'habitat più usuale di questa pianta.
Il nome scientifico della pianta è stato definito per la prima volta da Linneo (1707 – 1778) con il nome di Thymus alpinus, perfezionato successivamente nel nome attuale dal botanico tedesco Carl Ernst Otto Kuntze (Lipsia, 23 giugno 1843 – Sanremo, 27 gennaio 1907) nella pubblicazione "Revisio Generum Plantarum: vascularium omnium atque cellularium multarum secundum leges nomeclaturae internationales cum enumeratione plantarum exoticarum in itinere mundi collectarum... Leipzig" (2: 513, 515. 1891) del 1891.

## Descrizione

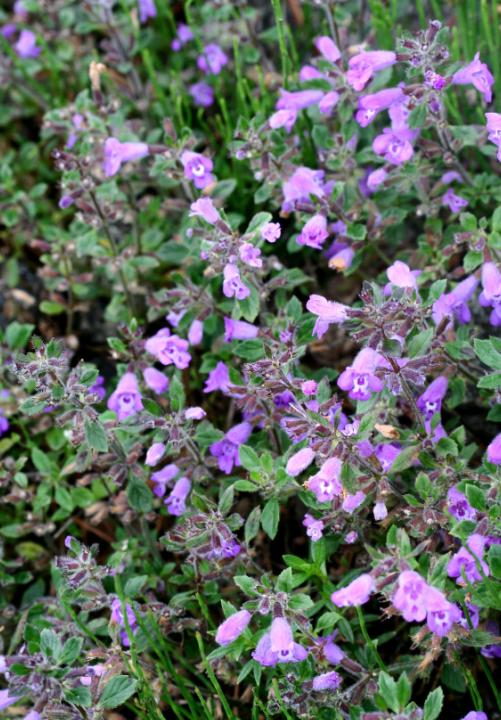
Il portamento

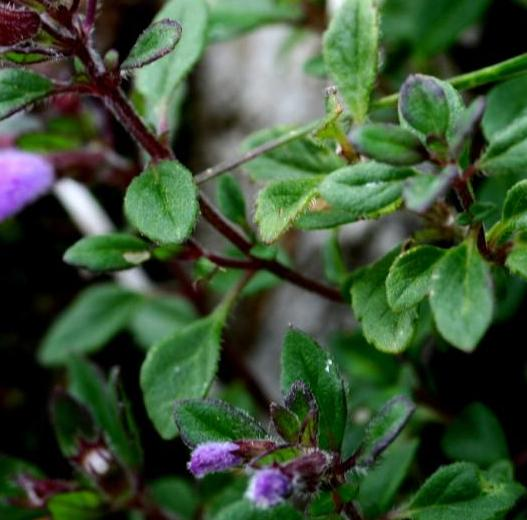
Le foglie

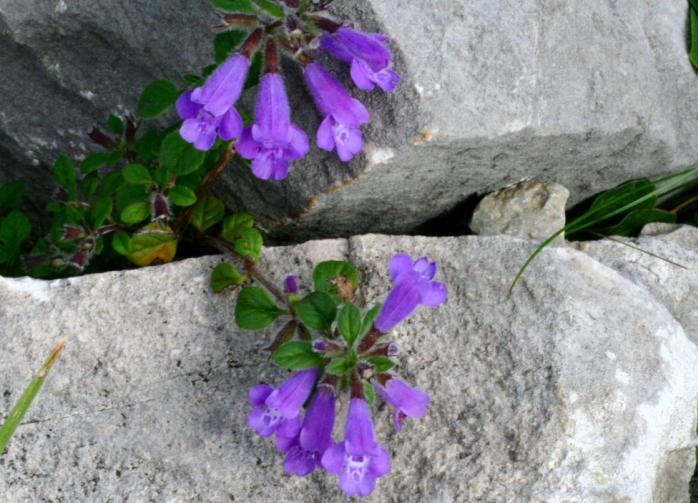
Infiorescenza

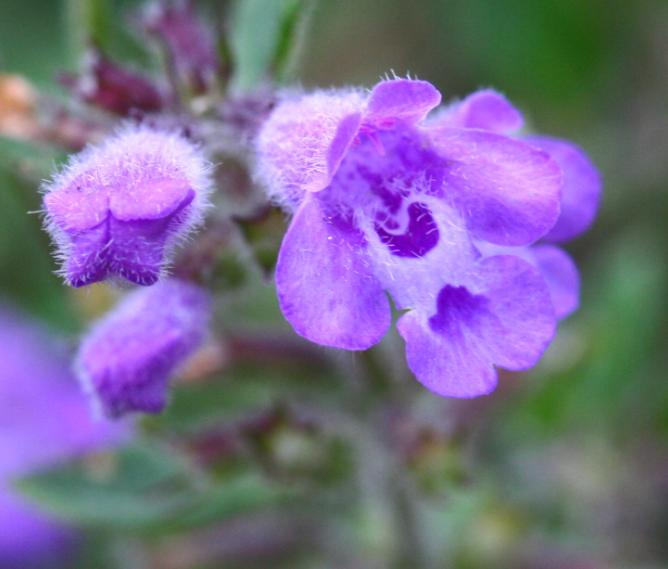
I fiori

Queste piante raggiungono una altezza di 40–50 cm (minimo 5 cm). La forma biologica è camefita suffruticosa (Ch suffr), sono piante perenni e legnose alla base, con gemme svernanti poste ad un'altezza dal suolo tra i 2 ed i 30 cm (le porzioni erbacee seccano annualmente e rimangono in vita soltanto le parti legnose). La pubescenza è formata da peli semplici o ramificati.

### Radici
Le radici sono secondarie molto sviluppate derivate da un fittone sottile. 

### Fusto
La parte aerea del fusto ha un portamento più o meno prostrato (strisciante). La sezione trasversale del fusto presenta spigoli accentuati (forma tetragonale) ossia ha una sezione quadrangolare a causa della presenza di fasci di collenchima posti nei quattro vertici, mentre le quattro facce sono concave. Alla base il fusto ha un carattere legnoso e in parte pubescente (ricoperto da peluria sulle facce alterne).

### Foglie
Le foglie sono disposte a simmetria opposta rispetto al fusto; leggermente picciolate (lunghezza del picciolo: 1,3 mm) . La forma può essere da ovoidale a lanceolata (larghezza da 2 a 10 mm; lunghezza da 5 a 15 mm) con il margine della lamina fogliare dentellato (con denti più o meno acuti) e a volte revoluto, cioè ripiegato verso l'interno-basso della foglia; inoltre il margine non è traslucido. Sulla faccia abassiale sono presenti dei robusti nervi. Le stipole sono assenti.

### Infiorescenza
L'asse principale dell'infiorescenza è indefinito, quelli laterali sono definiti. L'infiorescenza è di tipo verticillastro, è cioè costituita da un insieme di più fiori che si sviluppano contemporaneamente da un dato livello del fusto o da un nodo. Nell'infiorescenza sono presenti da 3 a 8 fiori. I fiori in genere sono maggiori delle foglie ascellanti.

### Fiore
I fiori sono ermafroditi, zigomorfi, tetrameri (4-ciclici), ossia con quattro verticilli (calice – corolla – androceo – gineceo) e pentameri (5-meri: la corolla e il calice sono a 5 parti).
- Formula fiorale. Per la famiglia di queste piante viene indicata la seguente formula fiorale:

X, K (5), [C (2+3), A 2+2] G (2), (supero), drupa, 4 nucule
- Calice: ll calice del fiore è del tipo gamosepalo e sub-bilabiato con superficie irta di densi peli diritti (lunghezza dei peli 0,6 - 0,8 mm). Il tubo, a forma tubulosa-campanulata, lungo 4 – 6 mm, è rigonfio alla base, quindi strozzato. Delle due labbra, quello superiore ha i denti lunghi 1 – 2 mm, quello inferiore è lungo 1,5 – 3 mm. La superficie del calice è percorsa da circa 13 nervature longitudinali.
- Corolla: la corolla, gamopetala, è a simmetria bilaterale (zigomorfa). La forma è bilabiata (struttura 2/3) per una lunghezza di circa 15 – 20 mm. Il tubo, lungo 10 – 13 mm, è conico, leggermente rigonfio e pubescente. Delle due labbra, quello superiore è bilobo (dimensioni 5 x 3 mm), quello inferiore è profondamente trilobo (dimensioni 10 x 8 mm). Il colore è in genere violetto con tubo interno peloso.
- Androceo: gli stami sono quattro didinami (il paio anteriore è più lungo), sono visibili e sporgenti (avvicinati al labbro superiore della corolla); gli stami sono tutti fertili. I filamenti sono glabri. Le teche si presentano da parallele a divaricate: sono separate alla deiscenza. I granuli pollinici sono del tipo tricolpato o esacolpato.
- Gineceo: l'ovario è supero formato da due carpelli saldati (ovario bicarpellare) ed è 4-loculare per la presenza di falsi setti divisori all'interno dei due carpelli. La placentazione è assile. Gli ovuli sono 4 (uno per ogni presunto loculo), hanno un tegumento e sono tenuinucellati (con la nocella, stadio primordiale dell'ovulo, ridotta a poche cellule).[14] Lo stilo inserito alla base dell'ovario (stilo ginobasico) è del tipo filiforme. Lo stigma è bilobato o privo di lobi e capitato. In genere il pistillo è dimezzato (uno dei due rami è meno sviluppato). Il nettario è abbondate.
- Fioritura: fiorisce nel periodo che va da maggio ad settembre (dipende dall'altitudine).

### Frutti
Il frutto è uno schizocarpo composto da 4 nucule glabre e lisce. Le nucule sono provviste di areole ed hanno delle varie forme, dimensioni e colori. La deiscenza è basale o laterale.

## Riproduzione
- Impollinazione: l'impollinazione avviene tramite insetti tipo ditteri e imenotteri (impollinazione entomogama).[9][15] In particolare la pianta è bottinata dalle api.
- Riproduzione: la fecondazione avviene fondamentalmente tramite l'impollinazione dei fiori (vedi sopra).
- Dispersione: i semi cadendo a terra (dopo essere stati trasportati per alcuni metri dal vento – disseminazione anemocora) sono successivamente dispersi soprattutto da insetti tipo formiche (disseminazione mirmecoria). I semi hanno una appendice oleosa (elaisomi, sostanze ricche di grassi, proteine e zuccheri) che attrae le formiche durante i loro spostamenti alla ricerca di cibo.[16]

## Distribuzione e habitat

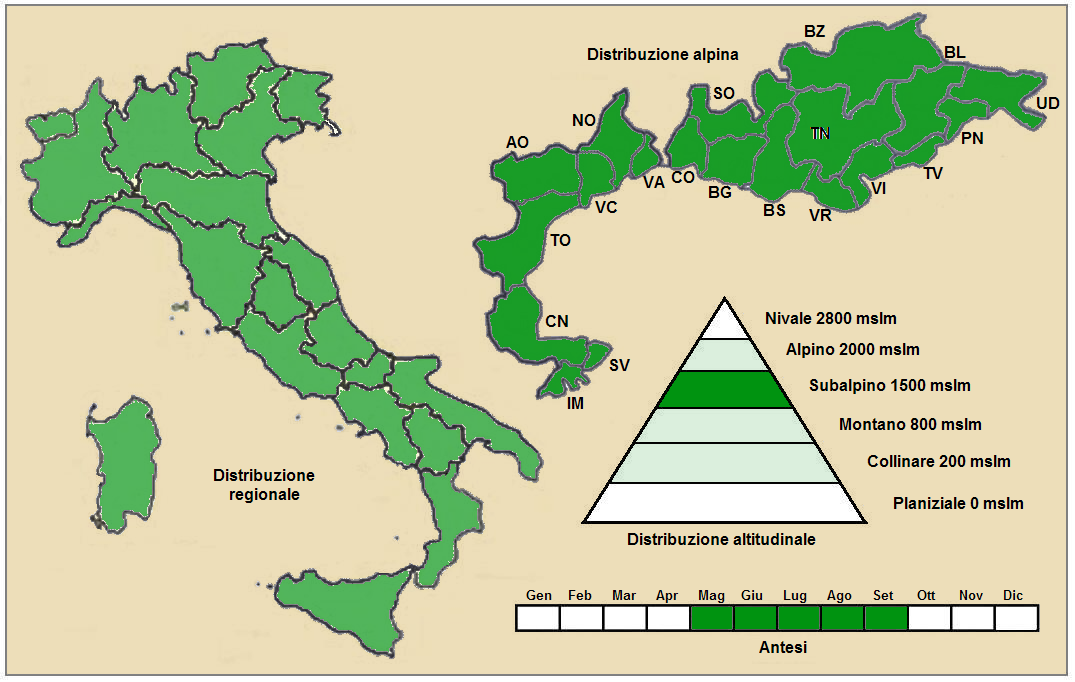
Distribuzione della pianta
(Distribuzione regionale – Distribuzione alpina)

- Geoelemento: il tipo corologico (area di origine) è Orofita Sud-Europeo.
- Distribuzione: in Italia è una pianta comune ed è presente nella maggior parte delle regioni. Sulle Alpi è ovunque presente (sia in Italia che all'estero). Sugli altri rilievi europei collegati alle Alpi si trova nel Massiccio del Giura, Pirenei, Monti Balcani e Carpazi.[18] Nel resto dell'Europa e dell'areale mediterraneo la specie Clinopodium alpinum si trova nella parte occidentale e meridionale dell'Europa, nell'Anatolia e nel Magreb.[19]
- Habitat: si trova nei campi, nelle fessure delle rocce e in zone poco fertili e sassose delle praterie alpine. Predilige substrati calcarei e ambienti privi di vegetazione dove altre specie hanno difficoltà a sopravvivere. Si trova inoltre sulle morene, sui ghiaioni e ruderi in generale. Il substrato preferito è calcareo ma anche calcareo/siliceo con pH neutro, bassi valori nutrizionali del terreno che deve essere secco.[18]
- Distribuzione altitudinale: sui rilievi queste piante si possono trovare da 900 fino a 2600 m s.l.m.; frequentano quindi i seguenti piani vegetazionali: subalpinoe in parte quello alpino, ma anche montano e collinare.

### Fitosociologia

#### Areale alpino
Dal punto di vista fitosociologico alpino Clinopodium alpinum appartiene alla seguente comunità vegetale:
- Formazione: delle comunità delle praterie rase dei piani subalpino e alpino con dominanza di emicriptofite
  - Classe: Elyno-Seslerietea variae

#### Areale italiano
Per l'areale completo italiano Clinopodium alpinum appartiene alla seguente comunità vegetale:
- Macrotipologia: vegetazione delle praterie
  - Classe: Festuco valesiacae-Brometea erecti
    - Ordine: Phleo ambigui-Brometalia esecti
      - Alleanza: Phleo ambigui-Bromion erecti
        - Suballeanza: Brachypodenion genuensis

Descrizione: la suballeanza Brachypodenion genuensis è relativa alle praterie montane e altomontane dell'Appennino centrale con cotico erboso più o meno continuo, ma anche alle praterie secondarie contraddistinte da specie endemiche, mediterraneo-montane e di orofite Sud-Europee. Questa suballeanza costituisce il limite superiore delle praterie secondarie dell'alleanza "Phleo ambigui-Bromion erecti" sui rilievi montuosi dell'Appennino centrale.
Altre alleanze per questa specie sono:
- Plantaginion cupanii

## Tassonomia
La famiglia di appartenenza del genere (Lamiaceae), molto numerosa con circa 250 generi e quasi 7000 specie, ha il principale centro di differenziazione nel bacino del Mediterraneo e sono piante per lo più xerofile (in Brasile sono presenti anche specie arboree). Per la presenza di sostanze aromatiche, molte specie di questa famiglia sono usate in cucina come condimento, in profumeria, liquoreria e farmacia. La famiglia è suddivisa in 7 sottofamiglie: il genere Clinopodium è descritto nella tribù Mentheae (sottotribù Menthinae) che appartiene alla sottofamiglia Nepetoideae.
Per questa specie il basionimo è: Thymus alpinus L., 1753.
Nella pubblicazione "Flora d'Italia" di Sandro Pignatti questa pianta è indicata con il nome di Acinos alpinus (L.) Moench.

### Variabilità e sottospecie
Questa specie presenta una elevata variabilità probabilmente collegata ai differenti substrati ecologici sui quali vegeta. Nelle Alpi questa specie è collegata a substrati di tipo calcareo (formazioni a Sesleria), soprattutto terreni d'erosione ricchi di pietrisco sciolto e quindi in condizioni di scarsa concorrenza con altre specie; sull'Appennino si trova in zone scarsamente popolate (può essere considerata una specie pioniera) come ghiaie consolidate, greti e pendii franosi.
La variabilità si presenta nei seguenti caratteri:
- il portamento può essere più o meno prostrato;
- il fusto e i calici possono presentare una pelosità variabile (in alcuni casi i peli tendono a incurvarsi);
- le foglie si presentato con un rapporto lunghezza/larghezza variabile; anche la profondità e acutezza dei denti è variabile;
- le dimensioni della corolla possono essere variabili.

In Italia sono presenti le seguenti sottospecie:
- Clinopodium alpinum subsp. meridionale (Nyman) Govaerts, 1999 – Distribuzione: è presente dalla Toscana fino alla Sicilia; nel resto dell'Europa si trova in Francia, Penisola Iberica e Penisola Balcanica. Si trova anche nel Magreb
- Clinopodium alpinum subsp. sardoum (Asch. & Levier) Govaerts, 1999 – Distribuzione: endemismo della Sardegna

Nota: Sandro Pignatti nella pubblicazione "Flora d'Italia" descrive la specie Acinos granatensis (Boiss. & Reut.) Pereda (Acino dell'Etna), attualmente considerata un sinonimo e distribuita in Calabria e in Sicilia. Si distingue dalla specie di questa voce per il fusto maggiormente lignificato e ricoperto da peli riflessi, per il calice più lungo (5 – 6 mm) con denti più brevi e peli uncinati ripiegati in avanti.
Altre sottospecie presenti nell'areale del Mediterraneo:
- Clinopodium alpinum subsp. albanicum (Kümmerle & Jáv.) Govaerts, 1999 – Distribuzione: ex Jugoslavia
- Clinopodium alpinum subsp. hungaricum (Simonk.) Govaerts, 1999 – Distribuzione: Penisola Balcanica, Ucraina e Anatolia
- Clinopodium alpinum subsp. majoranifolium (Mill.) Govaerts, 1999 – Distribuzione: ex Jugoslavia
- Clinopodium alpinum subsp. orontium (K.Malý) Govaerts, 1999 – Distribuzione: ex Jugoslavia
- Clinopodium alpinum subsp. pyrenaeum (Braun-Blanq.) Govaerts, 1999 – Distribuzione: Francia e Penisola Iberica

### Ibridi
Sul territorio italiano è possibile incontrare popolazioni di aspetto intermedio tra Clinopodium alpinum e Clinopodium acinos (L.) Kuntze il cui ibrido è chiamato Clinopodium x mixtum  (Ausserd. ex Heinr.Braun & Sennholz) Starm., 2011 (basionimo: Calamintha × mixta Ausserd. ex Heinr.Braun & Sennholz, 1890).

### Sinonimi
Questa entità ha avuto nel tempo diverse nomenclature. L'elenco seguente indica alcuni tra i sinonimi più frequenti:
- Acinos acutifolius Schur
- Acinos alpinus (L.) Moench
- Acinos alpinus var.  adrianopolitanus (Podp.) Ancev
- Acinos alpinus f. albiflorus E.Brandis ex Šilic
- Acinos alpinus var. dinaricus Šilic
- Acinos alpinus subsp. dinaricus Šilic
- Acinos alpinus var.  hirsutus Pant.
- Acinos alpinus f. hirsutus (Pant.) Šilic
- Acinos alpinus var.  latior Schott
- Acinos alpinus subsp. meridionalis (Nyman) P.W.Ball
- Acinos alpinus var.  nebrodensis (A.Kern. & Strobl) Pignatti
- Acinos alpinus subsp. nebrodensis (A.Kern. & Strobl) C.Brullo & Brullo
- Acinos alpinus var.  pseudacinos (Lacaita) Pignatti
- Acinos alpinus subsp. pyrenaeus (Braun-Blanq.) M.Laínz
- Acinos alpinus var.  thracicus (Velen.) Ancev
- Acinos granatensis (Boiss. & Reut.) Pereda
- Acinos granatensis subsp. aetnensis (Strobl) Pignatti
- Acinos pseudacinos (Lacaita) Fen.
- Acinos rotundifolius Friv. ex Walp.
- Calamintha aetnensis Strobl
- Calamintha alpina (L.) Lam.
- Calamintha alpina var.  adrianopolitana Podp.
- Calamintha alpina subsp. aetnensis (Strobl) Rech.f.
- Calamintha alpina var.  erecta Lange
- Calamintha alpina subsp. meridionalis Nyman
- Calamintha alpina var.  minor Willk.
- Calamintha alpina var.  nebrodensis (A.Kern. & Strobl) Nyman
- Calamintha alpina var.  parviflora Ball
- Calamintha granatensis Boiss. & Reut.
- Calamintha nebrodensis A.Kern. & Strobl
- Calamintha pseudacinos Lacaita
- Calamintha purpurascens Benth.
- Calamintha rotundifolia Ces., Pass. & Gibelli [Illegitimate]
- Calamintha suaveolens subsp. langei Nyman
- Calamintha thracica Velen.
- Faucibarba alpina (L.) Dulac
- Melissa alpina (L.) Benth.
- Melissa granatensis (Boiss. & Reut.) Nyman
- Satureja acinos subsp. meridionalis (Nyman) O.Bolòs & Vigo
- Satureja acinos var.  minor (Willk.) O.Bolòs & Vigo
- Satureja alpina (L.) Scheele
- Satureja alpina var.  granatensis (Boiss. & Reut.) Briq.
- Satureja alpina var.  kestica Maire & Weiller
- Satureja alpina subsp. meridionalis (Nyman) Greuter & Burdet
- Satureja alpina var.  nebrodensis (A.Kern. & Strobl) Briq.
- Satureja alpina var.  pyrenaea (Braun-Blanq.) O.Bolòs & Vigo
- Satureja alpina subsp. pyrenaea Braun-Blanq.
- Satureja alpina var.  vuachensis Briq.
- Satureja amplifoliata Pau
- Satureja granatensis (Boiss. & Reut.) Sennen
- Thymus alpinus L.
- Thymus montanus Crantz
- Thymus nummularifolius Loisel.
- Thymus villosissimus Tausch

## Usi

### Farmacia
Secondo la medicina popolare questa pianta ha le seguenti proprietà medicamentose:
- diaforetica (agevola la traspirazione cutanea);
- febbrifuga (abbassa la temperatura corporea).

### Cucina
Le foglie si usano come il te.

## Altre notizie
L'acino alpino in altre lingue è chiamato nei seguenti modi:
- (DE)  Alpen-Steinquendel, Alpen-Saturei
- (FR)  Sarriette des Alpes
- (EN)  Alpine Savory